# Analítica (sitio web)
Analítica, antes llamada Analítica Venezuela, es un sitio web de noticias venezolano que informa sobre eventos políticos, económicos e internacionales. Fue creado en 1996 por Emilio Figueredo, Simón Alberto Consalvi, y el biólogo Jaime Requena como un medio de comunicación dedicado a las opiniones sobre Venezuela, convirtiéndose al formato digital en 2014. Su plantilla está conformada por cerca de 30 personas.
En la actualidad, es una empresa especializada en la publicación de artículos de opinión y análisis sobre temas de actualidad en el ámbito político, económico, social, global, medioambiental, científico, artístico, del entretenimiento y empresarial.
Su Consejo Consultivo está integrado por Luis Vezga Godoy, Ignacio Sosa Branger, Jesús del Vecchio, Gustavo Conde, Evelyn Rodríguez Branger, Maritza Mészáros, Imelda Cisneros y el padre Luis Ugalde.